# Ong Yew Sin
Ong Yew Sin (* 30. Januar 1995 in Malakka) ist ein malaysischer Badmintonspieler. 

## Karriere
Ong Yew Sin begann im Alter von sieben Jahren mit dem Badmintonsport. 2014 debütierte er international. Er siegte bei der Vietnam International Series 2014 und den Bangladesh International 2014. Bei den nationalen Titelkämpfen 2015 belegte er Rang drei. 2012 und 2013 startete er bei den Badminton-Juniorenweltmeisterschaften. 2017 gewann er Silber bei den Southeast Asian Games. Ong lebt in Bukit Kiara.